# Bunopus
Bunopus is een geslacht van hagedissen die behoren tot de gekko's (Gekkota) en de familie Gekkonidae.

## Naam en indeling
De wetenschappelijke naam van de groep werd voor het eerst voorgesteld door William Thomas Blanford in 1874. Er zijn drie soorten die eerder tot de rechtvingergekko's (Alsophylax) werden gerekend.

## Verspreiding en habitat
De gekko's komen voor in delen van Azië en het Midden-Oosten en leven in de landen Syrië, Iran, Irak, Israël, Koeweit, Saoedi-Arabië, Verenigde Arabische Emiraten, Qatar, Oman, Jordanië, Afghanistan, Pakistan en Turkmenistan. De habitat bestaat uit droge tropische en subtropische graslanden, droge tropische en subtropische scrublands en hete woestijnen. Ook in door de mens aangepaste streken zoals landelijke tuinen kunnen de dieren worden aangetroffen.

## Beschermingsstatus
Door de internationale natuurbeschermingsorganisatie IUCN is aan twee soorten een beschermingsstatus toegewezen. Een soort wordt gezien als 'veilig' (Least Concern of LC) en een soort als 'onzeker' (Data Deficient of DD).

## Soorten
Het geslacht omvat de volgende soorten, met de auteur en het verspreidingsgebied.
| Naam                 | Auteur         | Verspreidingsgebied |
| -------------------- | -------------- | --- |
| Bunopus blanfordii   | Strauch, 1887  | Israël, Jordanië |
| Bunopus crassicauda  | Nikolsky, 1907 | Iran |
| Bunopus tuberculatus | Blanford, 1874 | Syrië, Iran, Irak, Koeweit, Saoedi-Arabië, Verenigde Arabische Emiraten, Qatar, Oman, Jordanië, Afghanistan, Pakistan, Turkmenistan |